# Florence Hardingová
Florence Mabel Klingová DeWolfeová Hardingová (15. srpna 1860, Marion, Ohio – 21. listopadu 1924, tamtéž) byla manželkou manželka 29. prezidenta USA Warrena G. Hardinga a v letech 1921–1923 vykonávala funkci první dámy USA.
Narodila se v rodině německého imigranta. Po škole doprovázela otce, který začal od píky a vypracoval se k nejbohatšímu měšťanovi v Marionu. V devatenácti letech otěhotněla a vzala si místního krasavce Henryho Athertona DeWolfa. Narodil se jim syn Marshall. V roce 1882 se manželé rozvedli. Poté se seznámila s novinářem a nakladatelem Warrenem Hardingem, kterého si vzala v roce 1891. Florence svého manžela přesvědčila, aby se dal na politickou dráhu. Po jeho vstupu do Kongresu (1920) se snažila o společenský vzestup.
V roce 1921 se její manžel stal prezidentem. Florence nebyla feministka, ale občas se za ni vydávala. Snažila se zasahovat do politiky, přesto za to nebyla kritizována. Otevřela Bílý dům pro návštěvníky, chtěla mít přímý kontakt s obyvatelstvem, pravidelně udržovala styk s novináři. Získala na svou stranu vlivný deník The Washington Post. Byla často přítomná na schůzích vlády a projevech svého manžela. Byla proti vstupu Spojených států do Společnosti národů. Podporovala státní zaopatření válečných veteránů. Měla vliv na personální změny, snažila se funkce obsazovat svými přáteli, kterými často byli druhořadí politici z Ohia. V té době se děly četné politické skandály. 2. srpna 1923 Harding náhle zemřel, snažila se z něj udělat nejoblíbenějšího prezidenta, a proto zničila část spisového materiálu pro dobro manžela.
3. listopadu 1924 zemřela na těžkou ledvinovou chorobu.